# Jacobaea argunensis
Jacobaea argunensis là một loài thực vật có hoa trong họ Cúc. Loài này được (Turcz.) B.Nord. mô tả khoa học đầu tiên năm 2006.